# Nesodynerus rudolphi
Nesodynerus rudolphi är en stekelart som först beskrevs av Dalla Torre 1889.  Nesodynerus rudolphi ingår i släktet Nesodynerus och familjen Eumenidae. Inga underarter finns listade i Catalogue of Life.